# Juma Kaseja
Juma Kaseja (ur. 20 kwietnia 1985 w Kigomie) – tanzański piłkarz występujący na pozycji bramkarza. Zawodnik klubu KMC FC.

## Kariera klubowa
Kaseja karierę rozpoczynał w 2001 roku w zespole Moro United FC. W 2004 roku odszedł do zespołu Simba SC. Przez 4 lata zdobył z nim 2 mistrzostwa Tanzanii (2005, 2008).
W 2008 roku Kaseja odszedł do klubu Young Africans SC. W 2009 roku wywalczył z nim mistrzostwo Tanzanii. W 2010 roku wrócił do Simby. W 2012 roku zdobył z nią mistrzostwo Tanzanii. W latach 2013–2015 ponownie grał w Young Africans, z którym w sezonie 2014/2015 został mistrzem kraju. W latach 2015–2017 występował w Mbeya City FC, a w latach 2017-2018 w Kagera Sugar FC. W 2018 przeszedł do KMC FC.

## Kariera reprezentacyjna
W reprezentacji Tanzanii Kaseja zadebiutował 30 listopada 2002 roku w wygranym 1:0 meczu CECAFA Cup 2002 z Kenią, rozegranym w Mwanzie. Od 2002 do 2021 rozegrał w kadrze narodowej 72 mecze.